# 小行星7707
小行星7707（英語：7707 Yes）是一颗围绕太阳公转的小行星。1993年4月17日，C. W. Hergenrother在卡特林那发现了此天体。
这颗小行星的绝对星等为78.18115等。